# Khronos
Khronos je šesti studijski album grčkog ekstremnog metal sastava Rotting Christ. Diskografska kuća Century Media Records objavila ga je 28. kolovoza 2000. godine.

## O albumu
Kao što je bio slučaj s prethodnim uratkom Sleep of the Angels, na Khronosu skupina nastavlja eksperimentirati s elementima doom i gothic metala, ali se vraća i elementima ekstremnog metala koji su obilježili njezine rane godine. Prisutni su i tragovi industrijalne glazbe, koji su uglavnom prisutni u obradi pjesme "Lucifer over London" grupe Current 93, ali i u pjesmi poput "Glory of Sadness".

## Popis pjesama
Glazba: Sakis Tolis, osim pjesme "Law of the Serpent", koju je skladao George.
| 1.    | »Thou Art Blind«                                       | Tolias | 2:47  |
| 2.    | »If It Ends Tomorrow«                                  | Tolis  | 4:28  |
| 3.    | »My Sacred Path«                                       | Tolis  | 5:38  |
| 4.    | »Aeternatus«                                           | Tolis  | 3:14  |
| 5.    | »Art of Sin«                                           | Tolis  | 5:18  |
| 6.    | »Lucifer over London« (obrada pjesme grupe Current 93) |        | 5:15  |
| 7.    | »Law of the Serpent« (instrumental)                    |        | 2:08  |
| 8.    | »You Are I«                                            | Tolias | 3:27  |
| 9.    | »Khronos«                                              | Tolias | 6:37  |
| 10.   | »Fateless«                                             | Tolis  | 4:10  |
| 11.   | »Time Stands Still«                                    | Tolias | 5:04  |
| 12.   | »Glory of Sadness«                                     | Tolis  | 11:22 |
| 59:28 |                                                        |        |       |

## Recenzije
Eduardo Rivadavia, recenzent s web-stranice AllMusic, dodijelio mu je tri zvjezdice od njih pet i izjavio: "Nakon što su se na prethodnim dvama albumima posvetili istraživanju pristupačnijih i intenzivnih gotičkih zvukova (ali tako da se nikad nisu prodali), omiljeni sinovi Grčke u Rotting Christu zaključili su da je kucnuo čas da se prisjete opake brutalnosti ranih, pradavnih korijena na Khronosu iz 2000. – ili barem na većim dijelovima tog uratka. S jedne su strane iznenađujuće thrash skladbe s elementima black metala kao što su "Thou Art Blind" i "Aeternatus" bjesnile sa žestinom kakvu nismo čuli još od beskompromisnog debitantskog albuma iz 1993., Thy Mighty Contracta. S druge su strane manje mahnite i umiljavajuće melodične pjesme kao "My Sacred Path", "Art of Sin" i naslovna skladba zapamtile lekcije naučene iz tog nedavnog perioda otkrivanja i polučile uglavnom pozitivne rezultate [...].  A negdje između nalaze se uravnotežene skladbe poput "If It Ends Tomorrow" i "Fateless", koje su se dotakle obaju ekstrema na način koji podsjeća na najbolji rad skupine: albume Non Serviam iz 1994. i Triarchy of the Lost Lovers iz 1996. godine."

## Zasluge
| Rotting Christ - Sakis – vokali, gitara, pretprodukcija, produkcija - George – klavijature - Andreas – bas-gitara - Kostas – gitara Dodatni glazbenici - Jan Roger Halvorsen – bubnjevi | Ostalo osoblje - Peter Tägtgren – produkcija - Lars Szöke – tonska obrada - SET – naslovnica - Chris Kissadjekian – fotografija |